# Клеопатра (жена Филиппа II)
Клеопатра (др.-греч. Κλεοπατρα, между 355 и 353 годами до н. э. — 336 год до н. э.) — знатная македонянка, последняя жена царя Филиппа II.
В 337 году до н. э. Филипп II по любви или по политическим мотивам взял в жёны юную Клеопатру. Свадьба царя с представительницей македонской знати изменила баланс сил при македонском дворе. С женитьбой Филиппа II на молодой аристократке резко пошатнулось положение предыдущей македонской царицы Олимпиады. Также, гипотетические будущие сыновья Клеопатры создавали угрозу для престолонаследия её сына Александра. Сложившаяся ситуация привела к скандалу во время свадьбы, после чего Александр и Олимпиада были вынуждены бежать из Македонии. В 336 году до н. э. Клеопатра родила ребёнка или близнецов (дочь Европу или сына Карана или обоих). Через несколько дней после родов Клеопатры её супруг был убит. После воцарения Александра она была казнена с ребёнком с особой жестокостью.

## Биография

### Происхождение. Ранние годы
Клеопатра родилась между 355 и 353 годами до н. э. в знатной семье, предположительно, из Нижней Македонии. Возможно, она принадлежала к одной из боковых ветвей царской династии Аргеадов. После смерти отца Аминты и брата Гиппострата опекуном Клеопатры стал её дядя Аттал, который, по одной из версий, удочерил племянницу.
При согласии Аттала Клеопатру летом или осенью 337 года до н. э. взял в жёны царь Македонии Филипп II. Арриан назвал последнюю жену Филиппа II «Эвридикой». В историографии существует несколько версий относительно данного фрагмента. По одной версии, античный историк ошибся; по другой — фрагмент отображает македонскую практику получения невестой во время свадьбы нового имени. В таком случае, «Эвридика» могло быть как девичьим именем Клеопатры, так и полученным в момент замужества.
Историки выделяют несколько мотивов у Филиппа II взять в жёны Клеопатру. Афиней и Плутарх утверждали, что царь влюбился в молодую девушку. Заключение брака с македонской аристократкой повышало лояльность местной знати, что на фоне подготовки войны с империей Ахеменидов было важным для Филиппа II. Также македонскому царю были нужны наследники. Из двух сыновей старший — Арридей — был слабоумным, а младший — Александр — мог как погибнуть во время сражения, так и устроить заговор против Филиппа II.

### Македонская царица
Клеопатра стала седьмой и последней женой Филиппа II. Согласно Юстину, перед женитьбой на Клеопатре Филипп II развёлся с Олимпиадой, матерью Александра. Такая практика не была характерной для полигамных македонских царей, которые могли одновременно иметь несколько жён. Вне зависимости от того, был ли официально оформлен развод, с женитьбой Филиппа II на Клеопатре положение Олимпиады при дворе резко пошатнулось. Также гипотетические будущие сыновья Клеопатры создавали угрозу для престолонаследия Александра.
Сложившаяся ситуация при македонском дворе нашла отображение в скандале, который произошёл во время свадьбы. Согласно Плутарху, опьяневший Аттал стал призывать македонян молиться, чтобы у молодожёнов родился законный наследник. Взбешённый Александр со словами: «Так что же, негодяй, я по-твоему незаконнорождённый, что ли?» — швырнул в Аттала кубок. Филипп II обнажил меч и бросился на сына. Однако, к тому моменту он был уже пьян, подскользнулся и упал, что Александр с издёвкой прокомментировал как: «Смотрите люди! Этот человек, который собирается переправиться из Европы в Азию, растянулся, переправляясь от ложа к ложу». После ссоры на свадьбе Олимпиада уехала из Македонии на родину в Эпир, а Александр — в Иллирию. Бегство Олимпиады можно объяснить не только оскорблёнными чувствами, но и угрозой для жизни со стороны родственников Клеопатры.
В 336 году до н. э. у Клеопатры родился ребёнок. Афиней со ссылкой на Сатира Перипатетика писал, что эта была дочь, которую назвали Европой. Диодор Сицилийский и Павсаний утверждали, что у Клеопатры родился сын. Юстин в одном из фрагментов упоминал Карана, рождённого от мачехи Александра. П. Грин отождествил упомянутых у Диодора, Юстина и Павсания сыновей Филиппа II, предположив, что мальчика назвали в честь мифологического основателя династии Аргеадов Карана. Исходя из времени жизни Клеопатры, у неё могли быть одни роды. Канадский историк В. Хеккель отдавал предпочтение сведениям из Афинея, согласно которому у Клеопатры родилась дочь. Одновременно он считал, что Каран был вымышленным персонажем. Того же мнения придерживался У. Тарн. К. А. Киляшова отмечала, что согласно данным источников у историков нет оснований однозначно отрицать существование Карана. У Клеопатры могли родиться как дочь, так и сын, и даже близнецы разного пола.

### Смерть
Через несколько дней после родов Филипп II был убит на свадьбе своей дочери Клеопатры с эпирским царём Александром Молосским. Согласно Плутарху, убийцей царя был Павсаний «потерпевший жестокую обиду из-за Аттала и Клеопатры». Хоть достоверность данного фрагмента и является сомнительной, Клеопатра имела определённое влияние при македонском дворе, которое использовала в интересах своего дяди.
Новым царём стал Александр Македонский. При его воцарении были казнены ряд лиц, которые могли угрожать молодому царю, среди которых были Клеопатра с новорождённым ребёнком. Античные историки приводят различные детали смерти молодой вдовы Филиппа II. Юстин писал, что мать Александра Олимпиада заставила «Клеопатру, из-за которой Филипп развёлся с ней, повеситься, сперва умертвив в объятиях матери её дочь. Зрелищем повесившейся [соперницы] она утолила свою месть». Павсаний писал о том, что Клеопатру с ребёнком по приказу Олимпиады сварили в медном котле.
Роль Александра в убийстве Клеопатры с ребёнком не прояснена. Павсаний связывал их смерть с приказами Олимпиады. Юстин в одном фрагменте писал, что Олимпиада заставила Клеопатру повеситься, в другом, — что Александр знал об этом, и казнь прошла при его согласии. Плутарх подчёркивал, что во время этих событий Александра не было в Македонии, так как молодой царь был вынужден подавлять восстания в приграничных регионах. Убийство с особой жестокостью совершила Олимпиада, когда Александр отсутствовал. Впоследствии молодой царь укорял мать за её жестокость.
По одной из версий, Клеопатру похоронили рядом с Филиппом II в царской гробнице в Эгах. Ю. Борза считал, что мёртвая Клеопатра не представляла для Александра никакой угрозы. Её пышные похороны были политически мотивированы, представляли дань уважения к представительнице высшей македонской аристократии.

## В культуре
По одной из версий, статую Клеопатры-Эвридики установили в Филиппейоне в Олимпии. В фильме «Александр» 2004 года режиссёра Оливера Стоуна роль молодой жены Филиппа II, названной Эвридикой, сыграла актриса и модель М. Мейер.